# NGC 6564
NGC 6564 é um sistema estelar triplo na direção da constelação de Hercules. O objeto foi descoberto pelo astrônomo Albert Marth em 1864, usando um telescópio refletor com abertura de 48 polegadas. 